# Hans Christian Jacobaeus
Hans Christian Jacobaeus (Skarhult, 29 de mayo de 1879-29 de octubre de 1937) era un internista sueco considerado inventor de la laparoscopia y la toracoscopia en medicina en humana. En 1916 se convirtió en profesor en el Karolinska Institutet de Estocolmo. Desde 1925 hasta su muerte en 1937, fue miembro del Comité del Premio Nobel.

## Trayectoria
Jacobaeus fue un enérgico defensor de la laparoscopía y trabajó especialmente para promocionar esta técnica y la toracoscopia. En 1910 se le atribuye la realización del primer diagnóstico toracoscópico con cistoscopio, siendo utilizado en un paciente con adherencias intra-torácicas tuberculares. En 1911 publicó en la revista Münchner Medizinischen Wochenschrift un artículo titulado Über die Möglichkeit die Zystoskopie bei Untersuchung seröser Höhlungen anzuwenden (Las posibilidades de realizar la cistoscopia en los exámenes de cavidades serosas).
También realizó un trabajo pionero en el diagnóstico cistoscópico del abdomen (laparoscopia). Comprendió las posibilidades, así como las limitaciones del procedimiento y fue un defensor de la formación endoscópica para el personal médico. También hizo hincapié en la necesidad de instrumentos especializados para un rendimiento óptimo durante los exámenes laparoscópicos.
En 1901, el médico de Dresde, Georg Kelling (1866-1945) realizó una intervención del abdomen de un perro con ayuda del cistoscopio. Kelling también afirmó haber realizado dos exitosos exámenes laparoscópicos en humanos antes de Jacobaeus, pero no obstante no publicó oportunamente sus experiencias.
Hans Christian Jacobaeus fue el padre de Christian Jacobaeus, un ingeniero eléctrico sueco.